# Gerry Baker (cầu thủ bóng đá, sinh 1938)
Gerard Baker (sinh ngày 16 tháng 9 năm 1938 ở Wigan) là một cựu cầu thủ bóng đá người Anh có hơn 200 lần ra sân ở Football League cho York City.